# Uprising (album)
Uprising is het twaalfde studioalbum van de Jamaicaanse reggaegroep Bob Marley & The Wailers, uitgebracht in juni 1980. Marley was ernstig ziek tijdens de opnamen van het album en doordat hij in het volgende jaar stierf werd Uprising het laatste studioalbum dat tijdens zijn leven is uitgebracht. Het is een van de meest religieuze albums van Marley. Bijna elk nummer gaat over zijn Rastafarigeloof, met als hoogtepunt de akoestische folkklassieker "Redemption Song". 
Het album sloeg aan met de hits Redemption Song en Could You Be Loved. Ook de nummers Zion Train en Forever Loving Jah sloegen aan in Europa. 

## Tracklist
Alle nummers zijn geschreven door Bob Marley.

### Originele uitgave
| Nr. | Titel                   | Duur |
| --- | ----------------------- | ---- |
| 1.  | Coming in From The Cold | 4:33 |
| 2.  | Real Situation          | 3:10 |
| 3.  | Bad Card                | 2:52 |
| 4.  | We and Dem              | 3:16 |
| 5.  | Work                    | 3:42 |

| Nr. | Titel              | Duur |
| --- | ------------------ | ---- |
| 1.  | Zion Train         | 3:34 |
| 2.  | Pimper's Paradise  | 3:26 |
| 3.  | Could You Be Loved | 3:56 |
| 4.  | Forever Loving Jah | 3:51 |
| 5.  | Redemption Song    | 3:47 |

### Geremasterde cd-bonusnummers 2001
| Nr. | Titel                            | Duur |
| --- | -------------------------------- | ---- |
| 11. | Redemption Song (Band Version)   | 4:47 |
| 12. | Could You Be Loved (12" version) | 5:24 |

Bob Marley · Junior Braithwaite · Beverley Kelso · Bunny Wailer · Peter Tosh · Cherry Smith · Constantine "Vision" Walker · Earl "Chinna" Smith · Aston Barrett · Joe Higgs · Earl Lindo · Carlton Barrett · Al Anderson · Alvin Patterson · Junior Marvin · Donald Kinsey · Tyrone Downie · I Threes (Rita Marley · Marcia Griffiths · Judy Mowatt)